# Chasanmeer

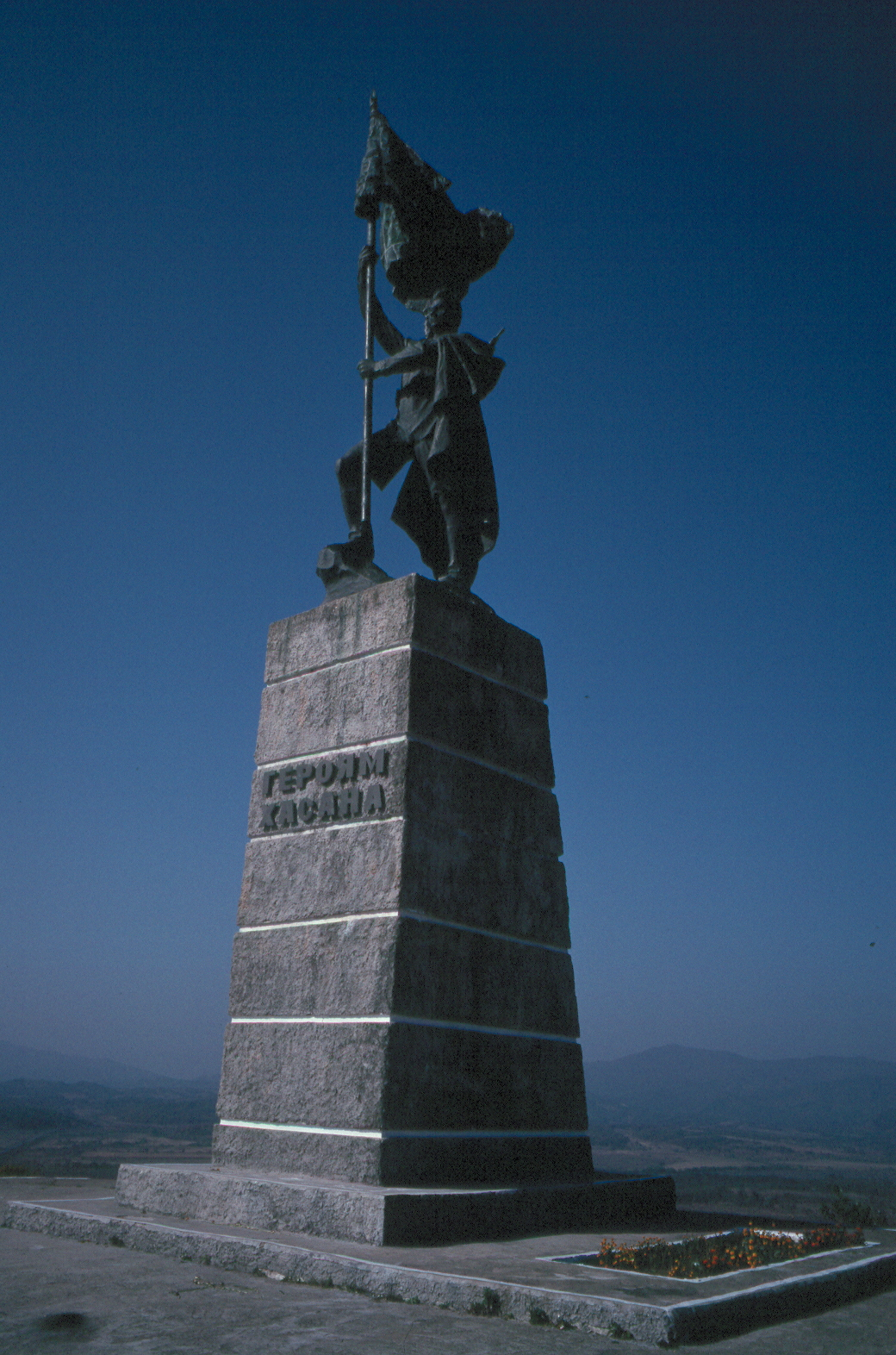
Monument ter nagedachtenis aan de Slag om het Chasanmeer bij het meer

Het Chasanmeer (Russisch: озеро Хасан; ozero Chasan) is een klein meer (2,23 km²) in het uiterste zuiden van de kraj Primorje in het zuiden van het Russische Verre Oosten, gelegen op 130 kilometer ten zuidwesten van de stad Vladivostok. Het bevindt zich in de nabijheid van de rivier de Tumen, nabij de grens met de Volksrepubliek China, dat hier (via een lange uitloper) grenst aan Noord-Korea. Het riviertje Lebedinka (Лебединка; vroeger Tanbogaty/Танбогатый genoemd) ontspringt in het meer.
In de zomer van 1938 vond hier de Slag om het Chasanmeer plaats, waarbij Sovjet-Russische troepen onder maarschalk Vasili Bljoecher het Japanse Kanto-leger versloegen. Bij het meer is een monument geplaatst ter nagedachtenis hieraan en tevens zijn het district Chasanski en de iets zuidoostelijker gelegen grensplaats Chasan hiernaar vernoemd.